# 우리 (용기)

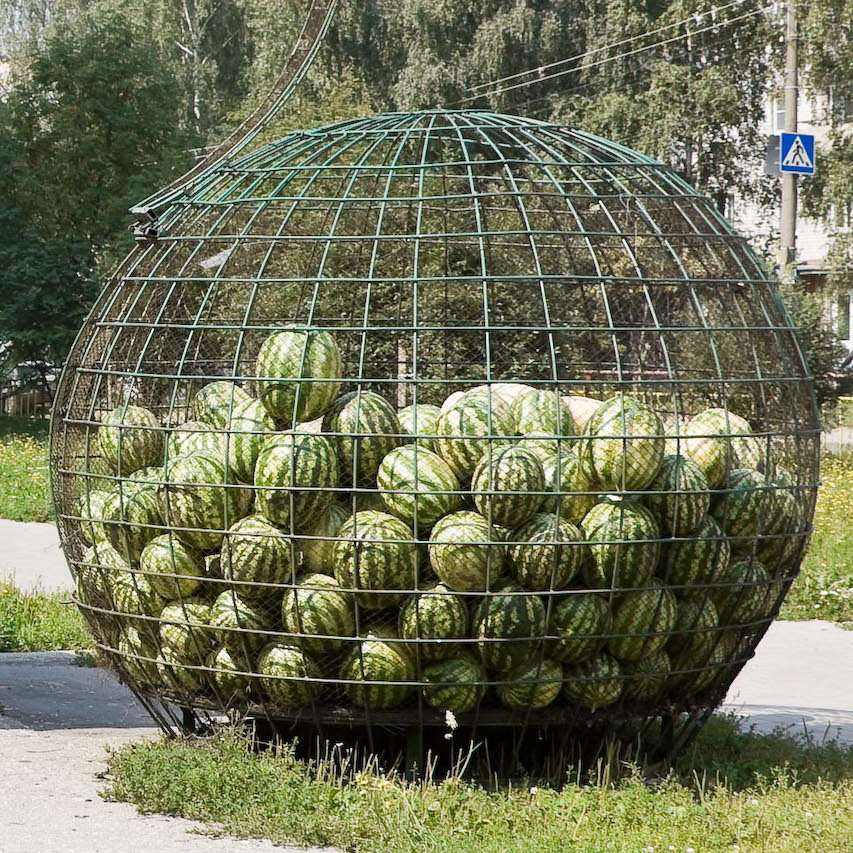
러시아에서 수박을 담기 위해 사용되는 우리

우리 또는 케이지(cage)는 무언가를 가두거나 넣거나 보호하기 위해 사용되는 용기의 일종으로, 동물이나 사람을 가두거나 포획하거나 동물원의 동물 관람을 목적으로 사용된다. 새의 경우에는 새장이라고 부른다.

## 사진

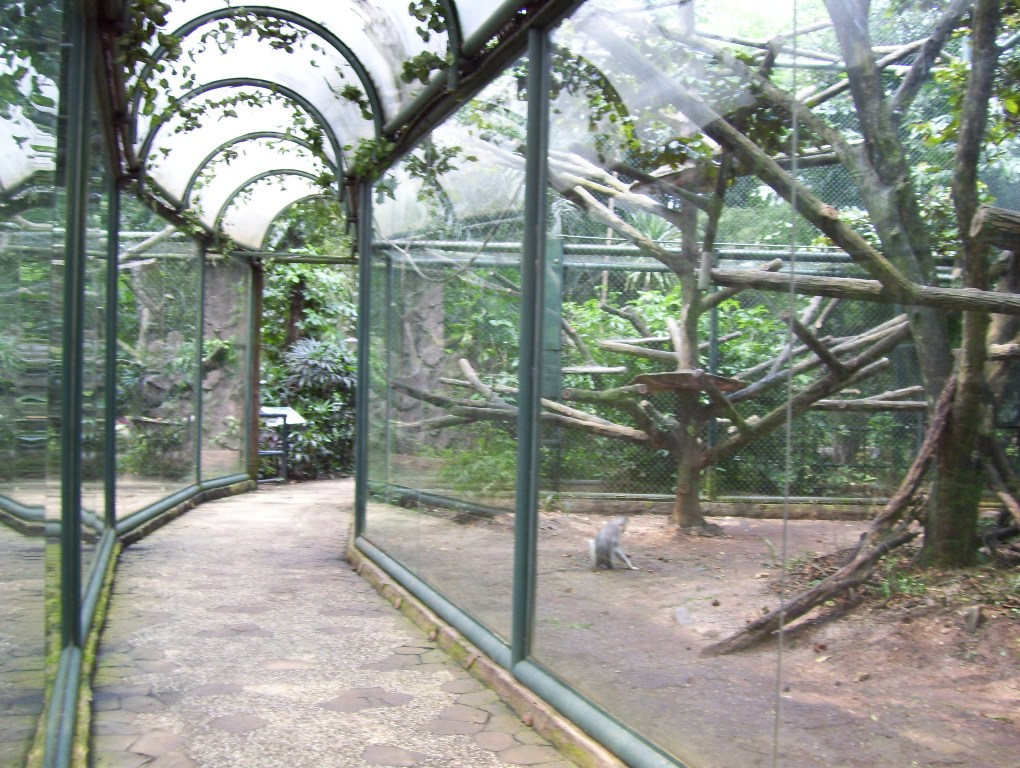
동물원 케이지
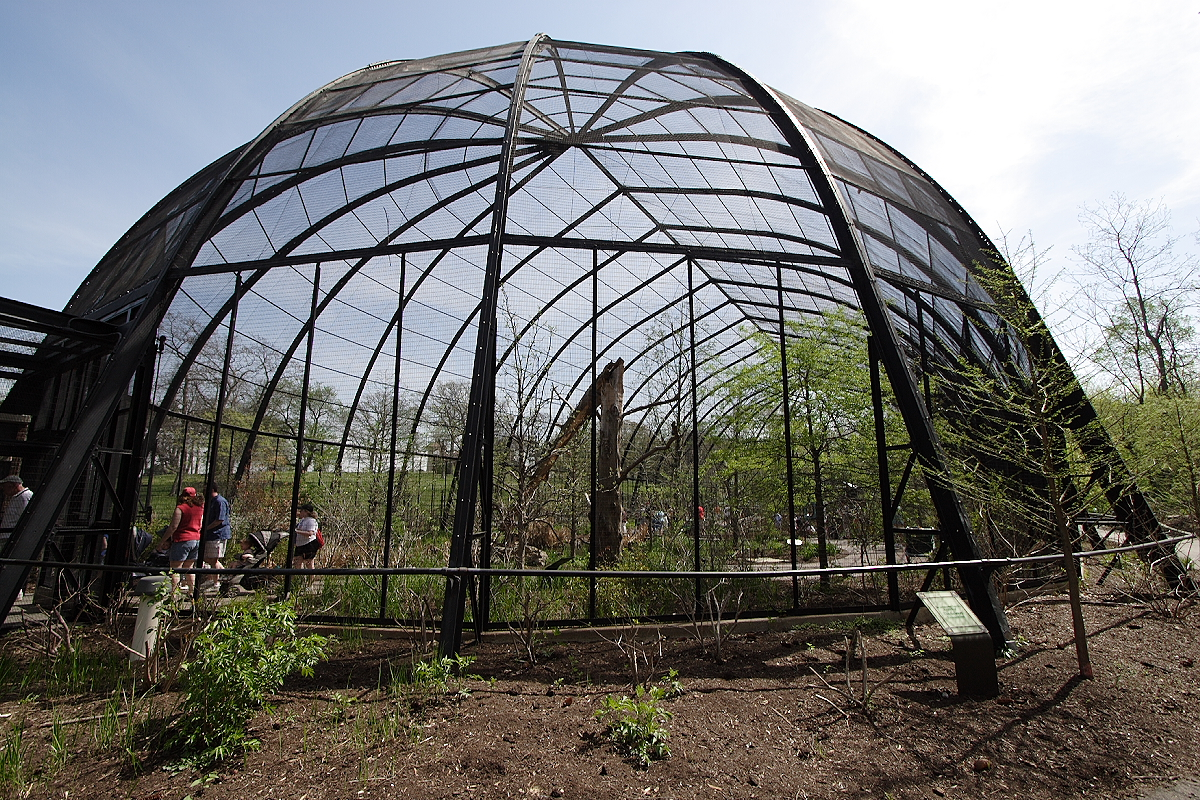
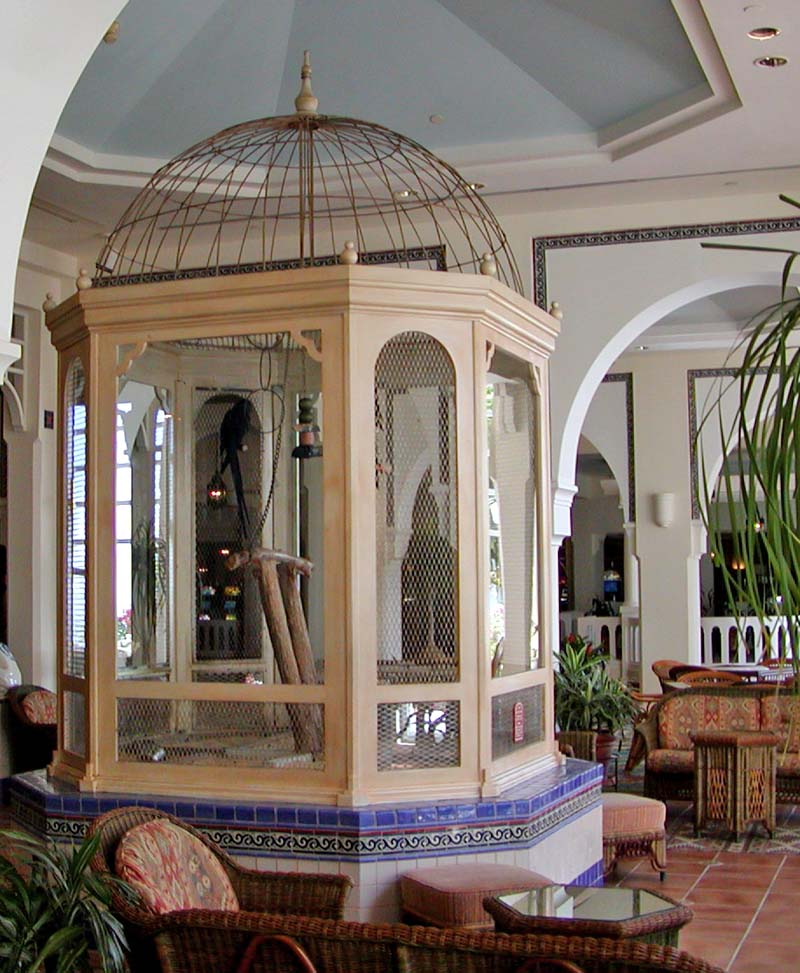
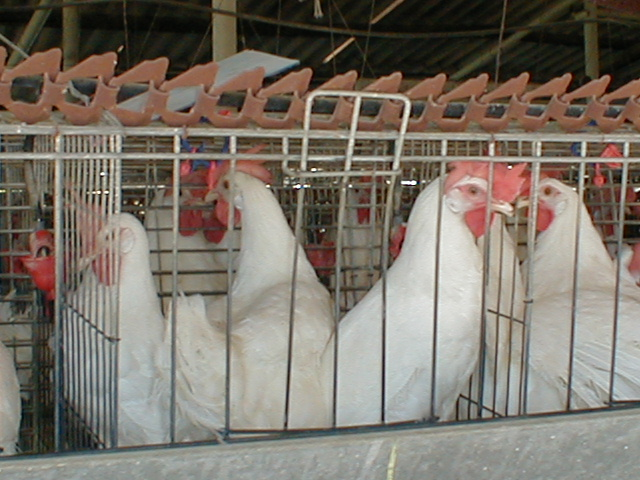
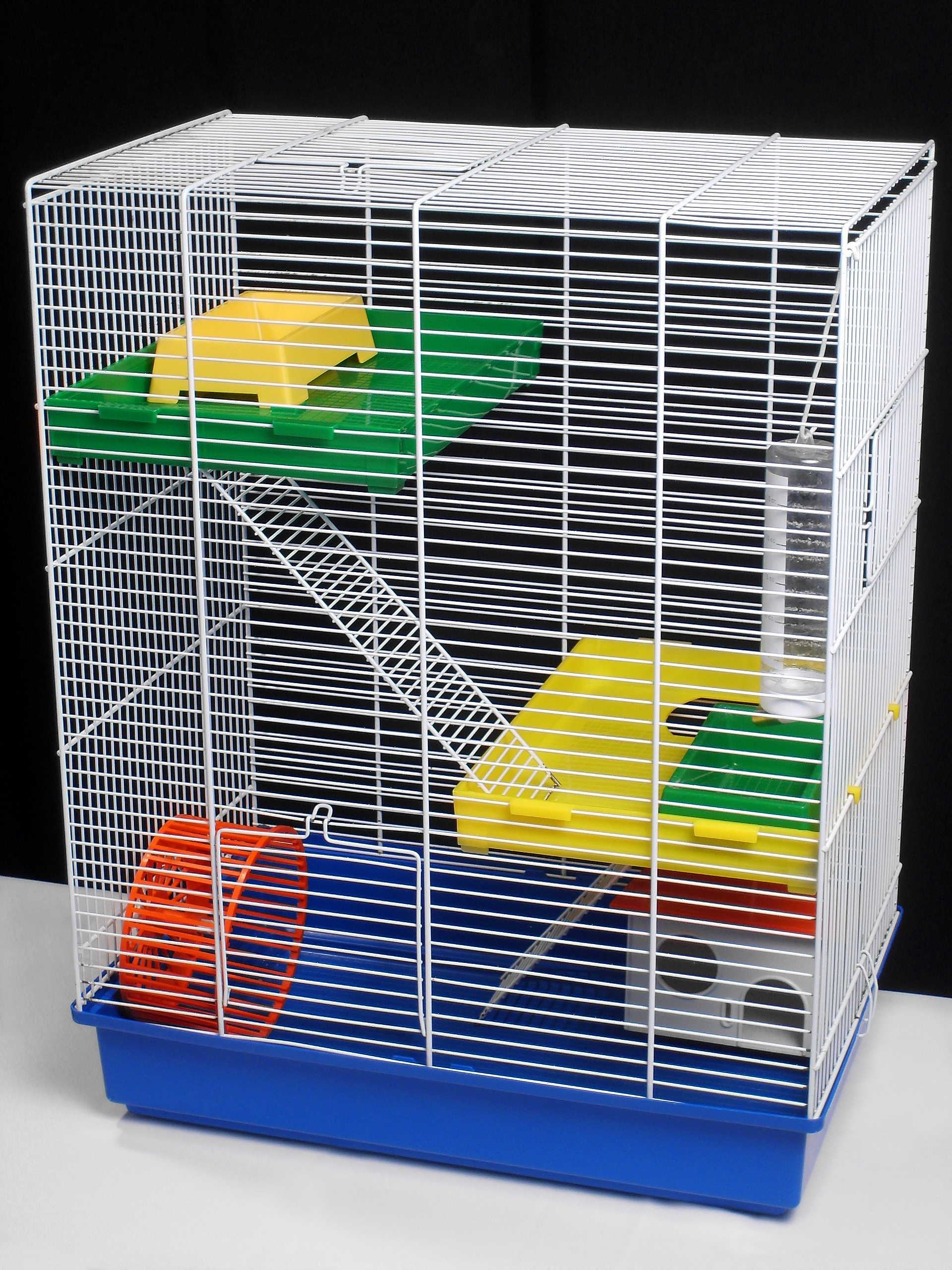
햄스터, 쥐 케이지
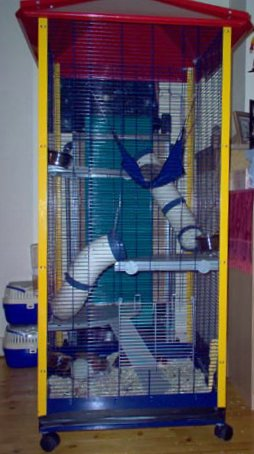
생쥐 케이지
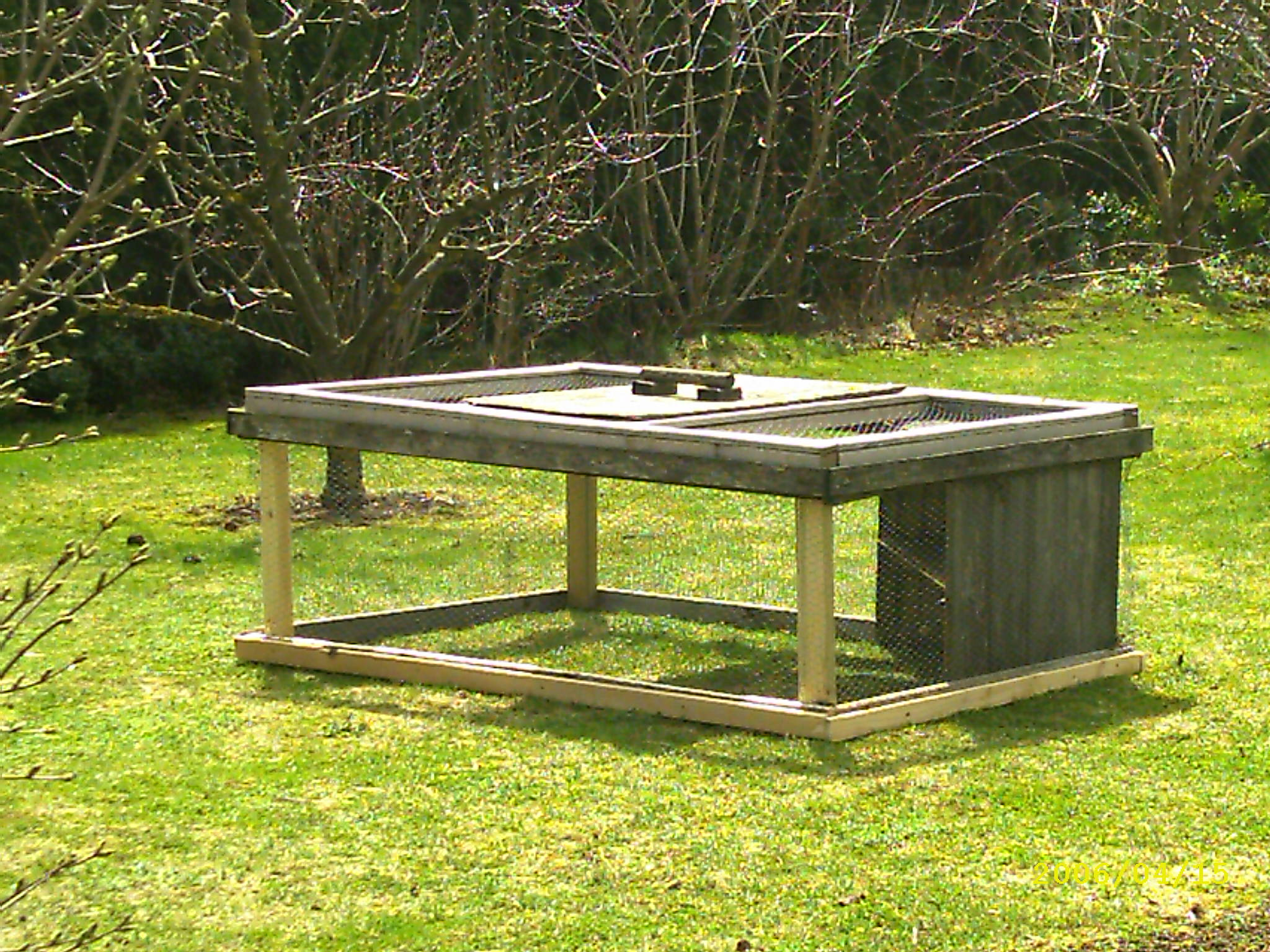
토끼 케이지
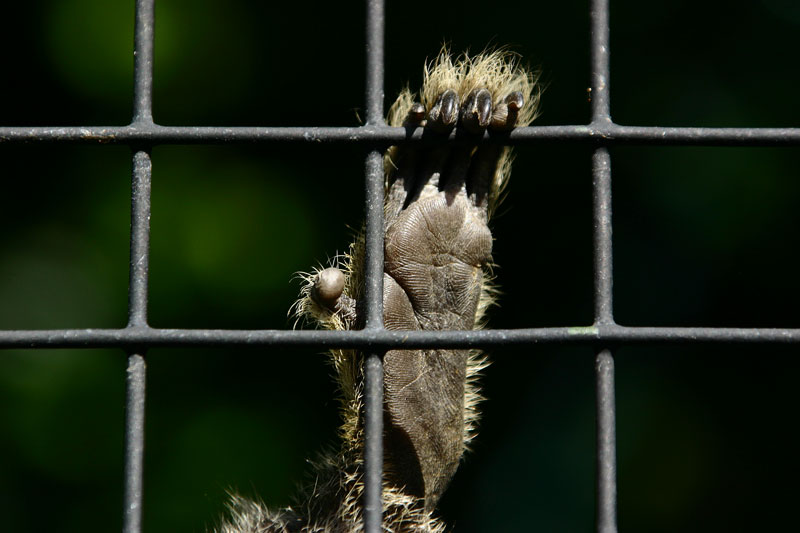
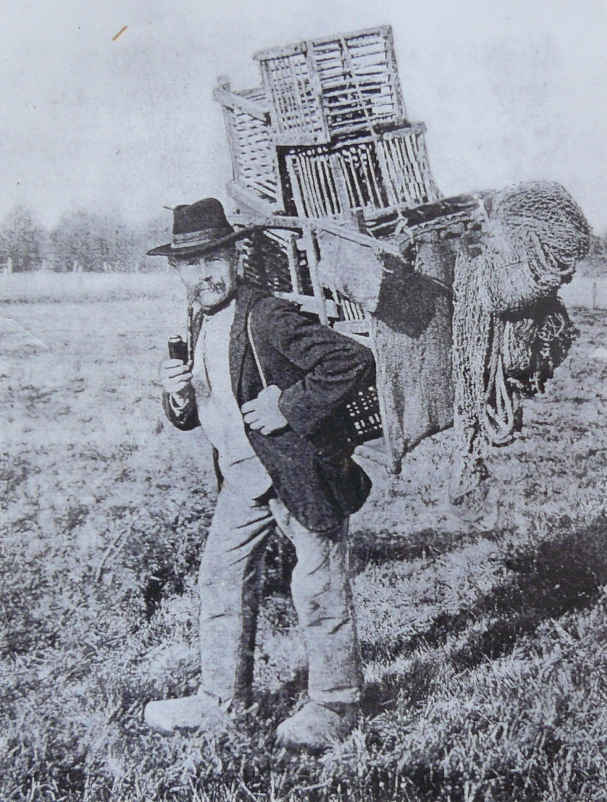
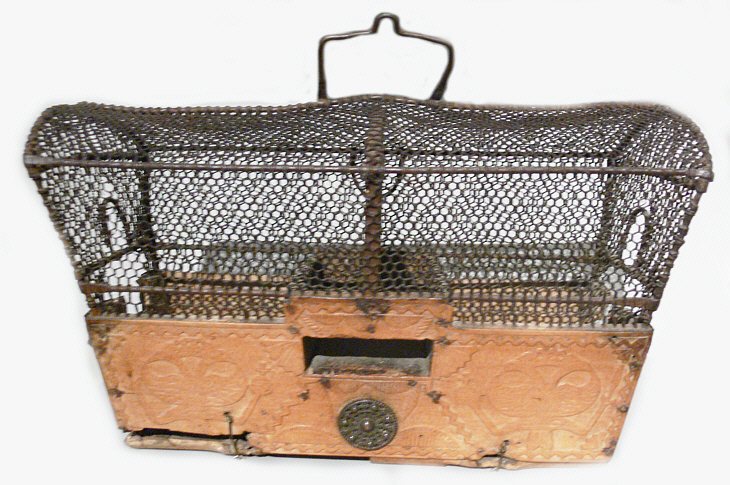
새장 (18~19세기)

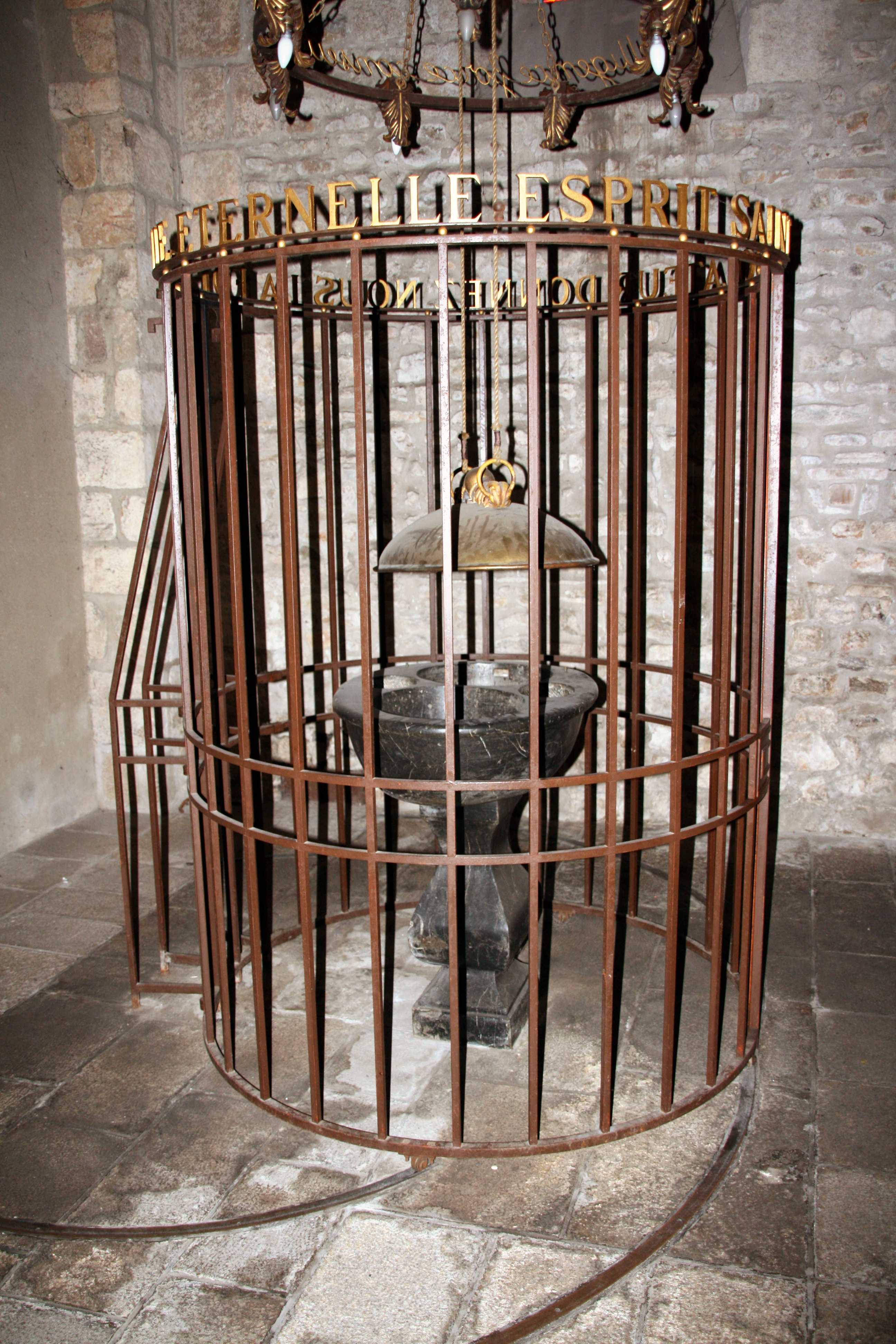
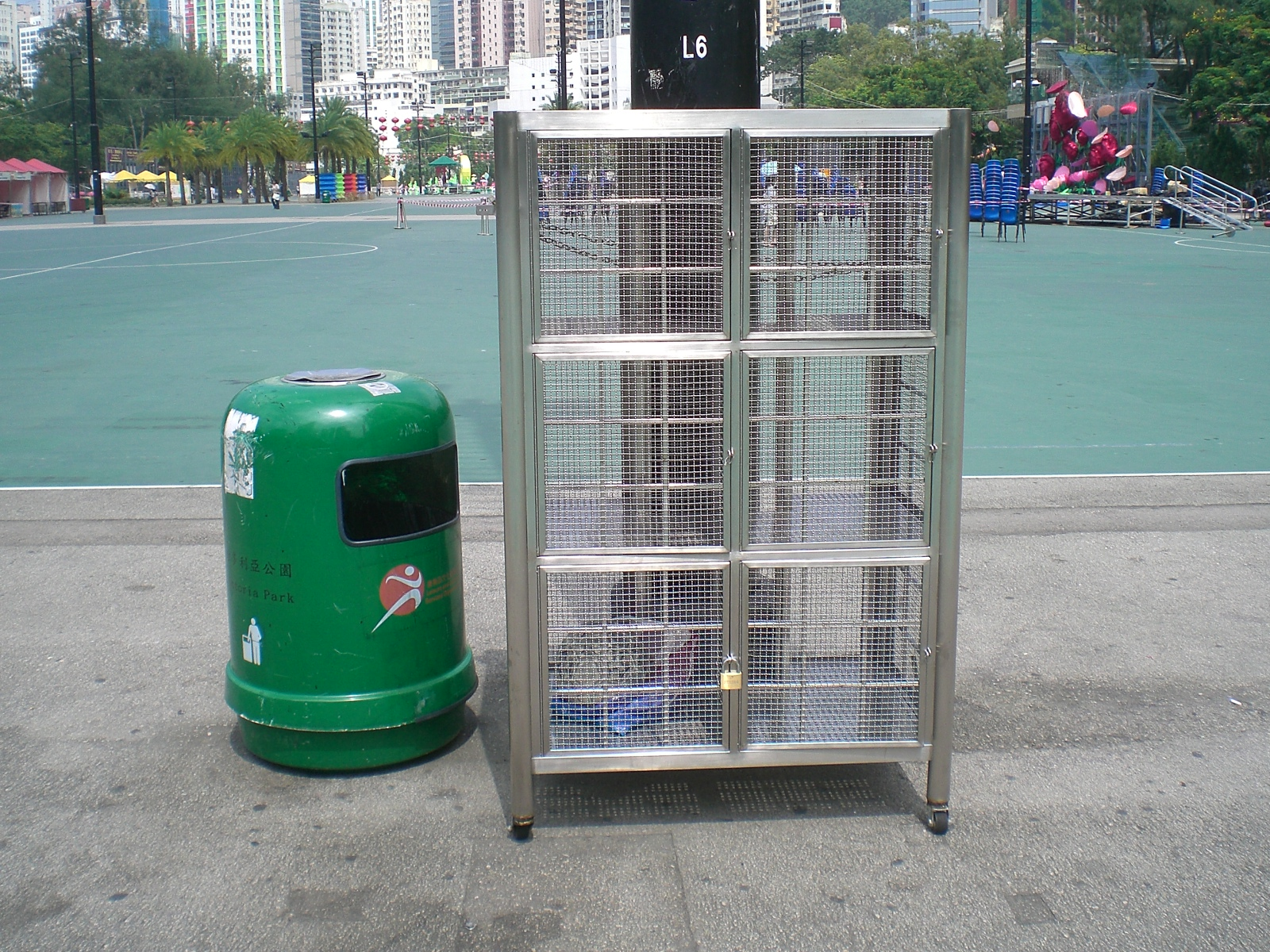
홍콩의 락커 케이지
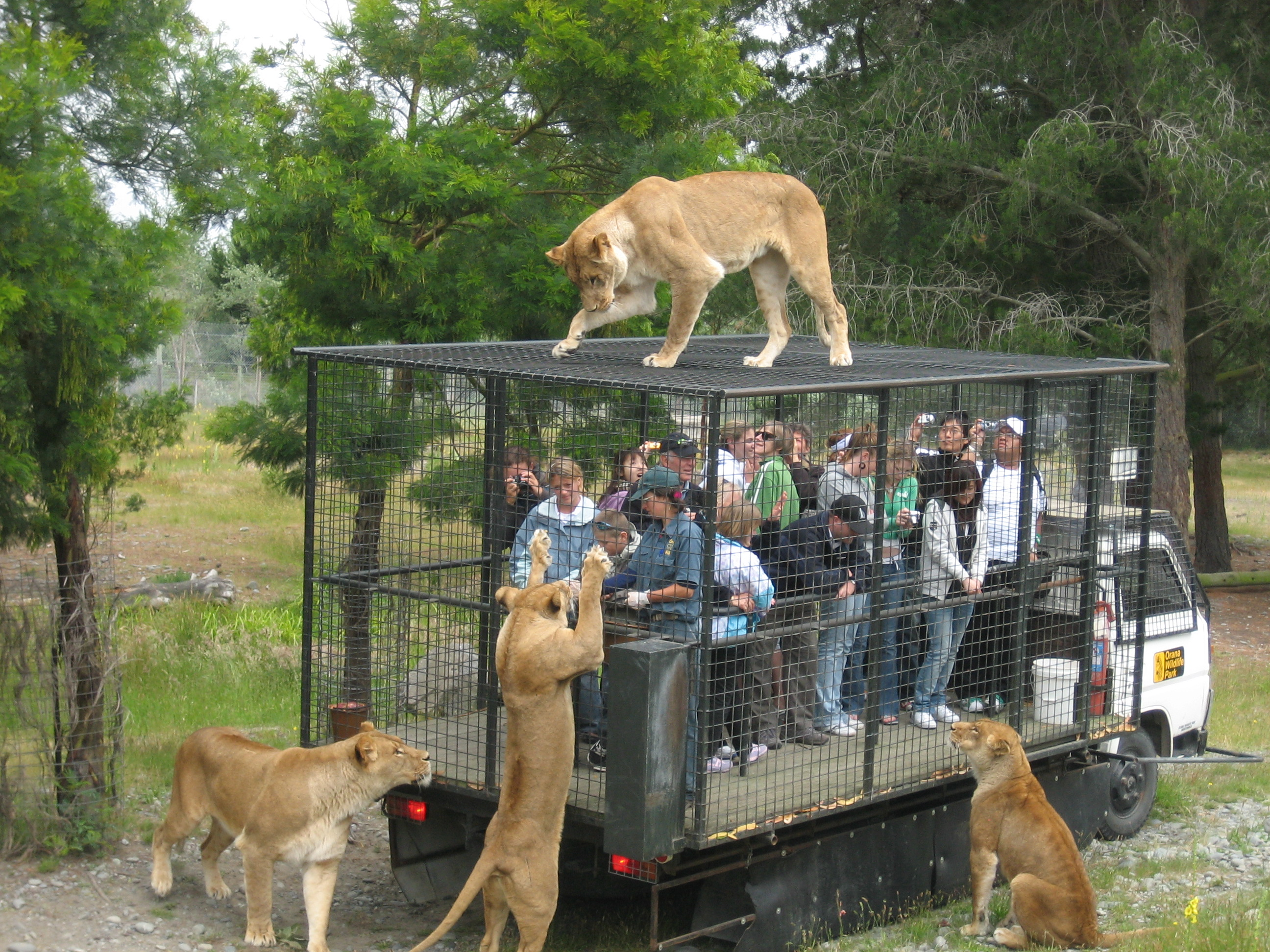
보호용 케이지
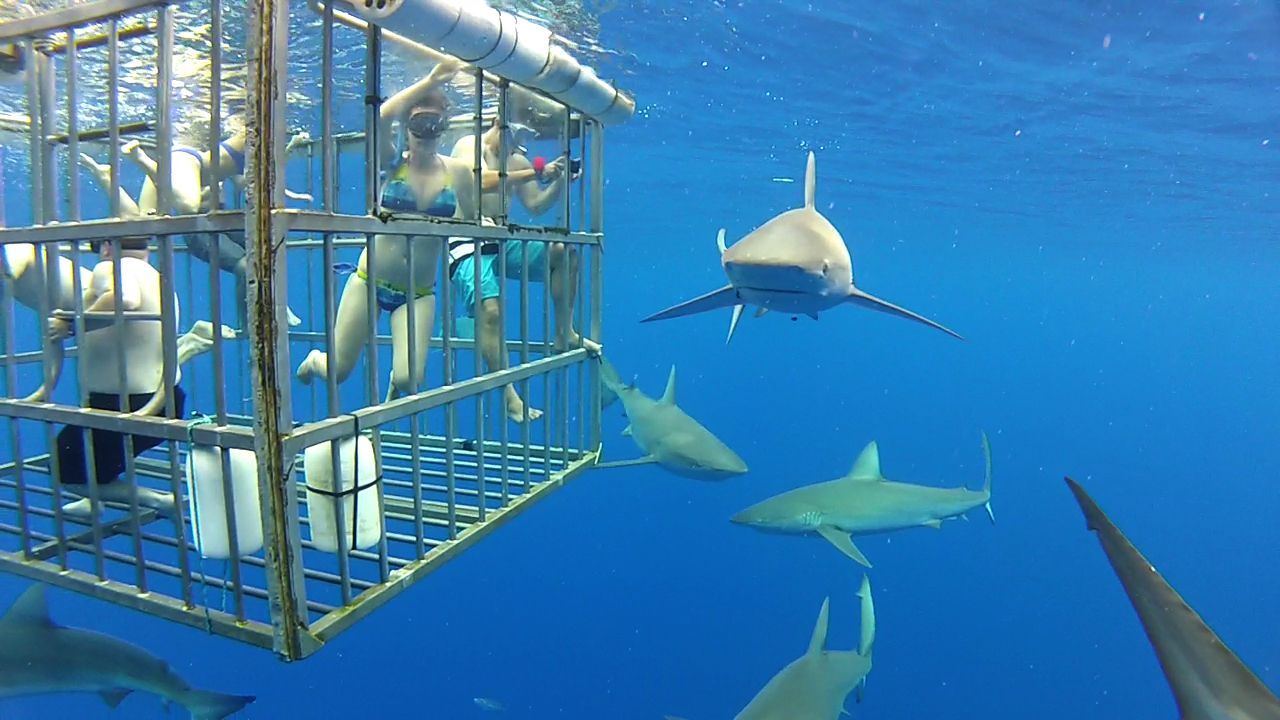
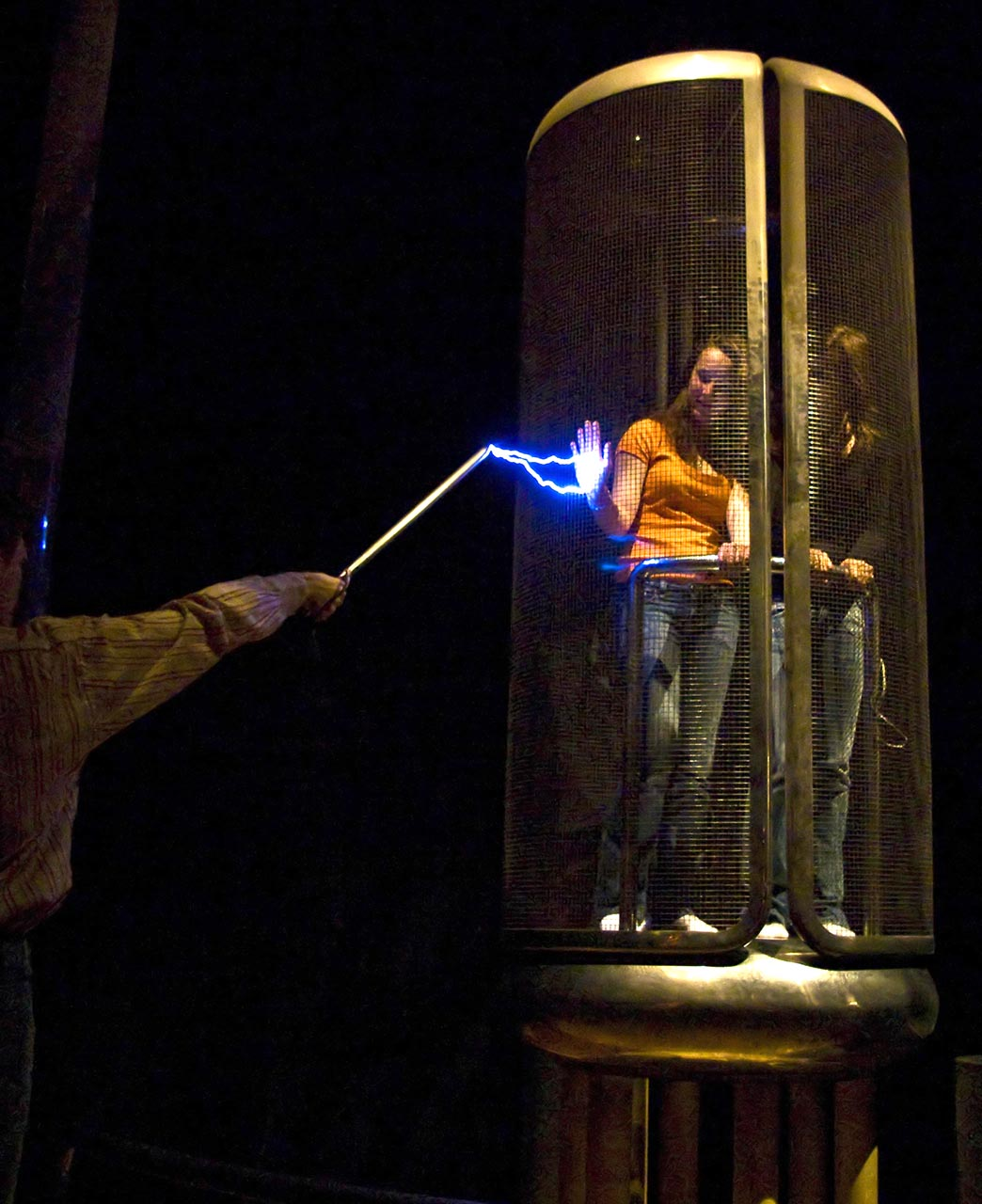
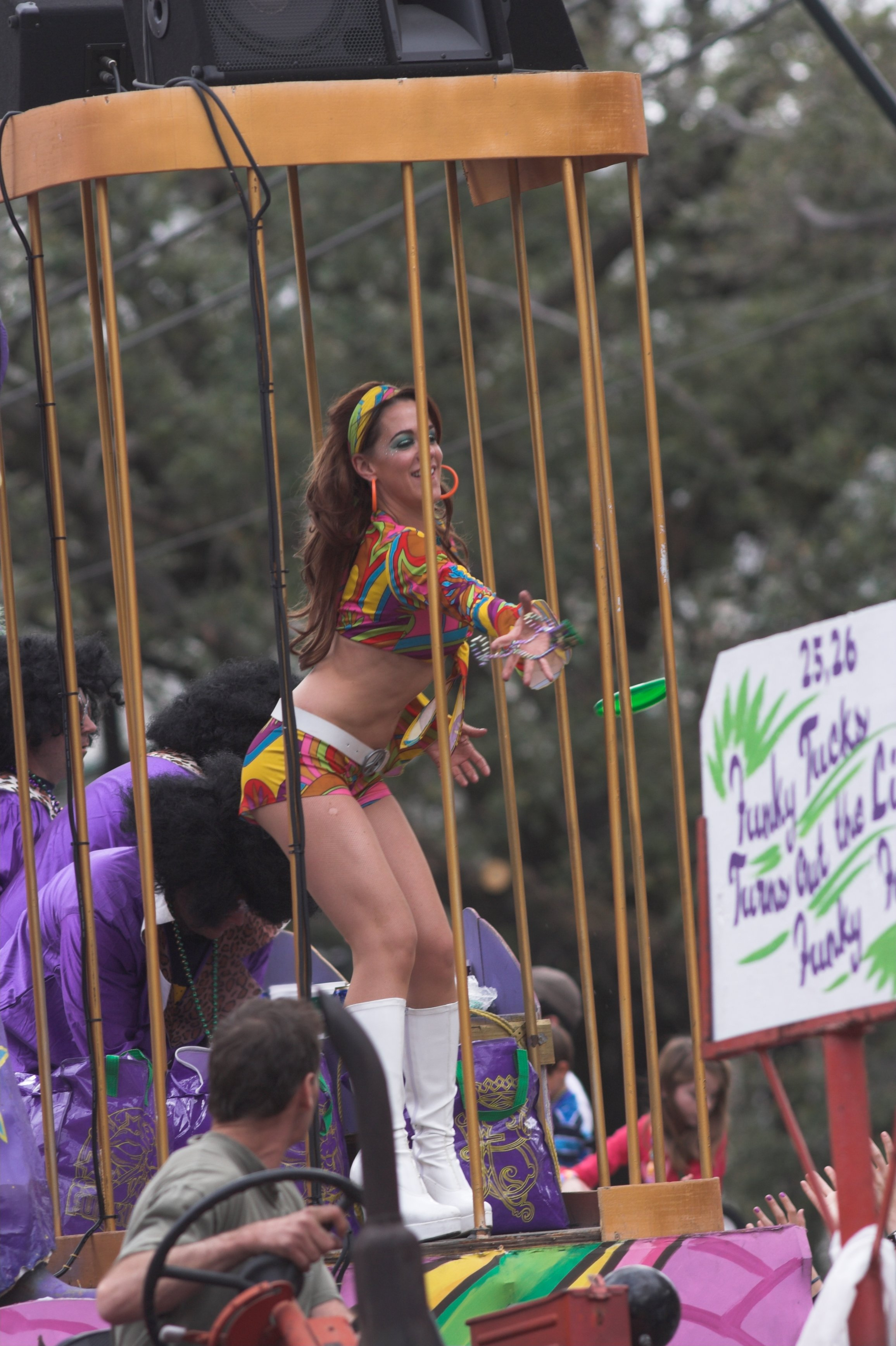
고고 댄싱 케이지
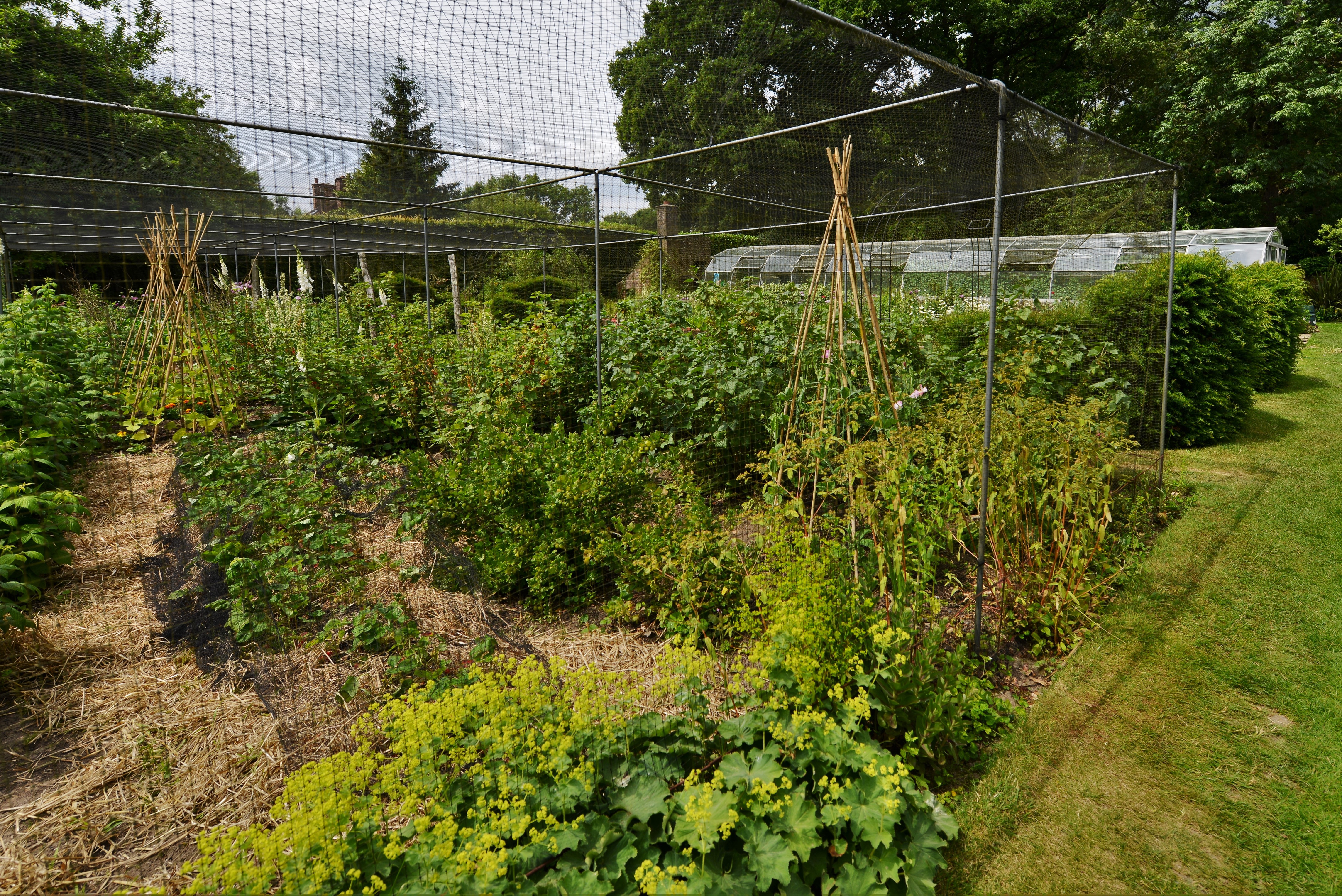

## 같이 보기
- 상자